# Tomaspisinella
Tomaspisinella is een geslacht van halfvleugeligen uit de familie schuimcicaden (Cercopidae). De wetenschappelijke naam van dit geslacht is voor het eerst geldig gepubliceerd in 1927 door Lallemand.

## Soorten
Het geslacht Tomaspisinella omvat de volgende soorten:
- Tomaspisinella araguana Fennah, 1951
- Tomaspisinella bimaculata Lallemand, 1938
- Tomaspisinella bipunctata (Lallemand, 1924)
- Tomaspisinella callangana Lallemand, 1949
- Tomaspisinella ephippiata (Breddin, 1904)
- Tomaspisinella fusca Lallemand, 1939
- Tomaspisinella infuscata Lallemand, 1949
- Tomaspisinella luteomaculata Lallemand, 1949
- Tomaspisinella marginata Lallemand, 1949
- Tomaspisinella parva Lallemand, 1927
- Tomaspisinella pseudoripuaris Lallemand, 1939
- Tomaspisinella punctata Lallemand, 1949
- Tomaspisinella ravidella (Lallemand, 1924)
- Tomaspisinella ripuaris Lallemand, 1938
- Tomaspisinella seguyi (Lallemand, 1924)
- Tomaspisinella sierrana Lallemand, 1939
- Tomaspisinella tettigoniella (Breddin, 1904)
- Tomaspisinella transita Lallemand, 1938